# Organo della cattedrale di San Michele Arcangelo ad Albenga

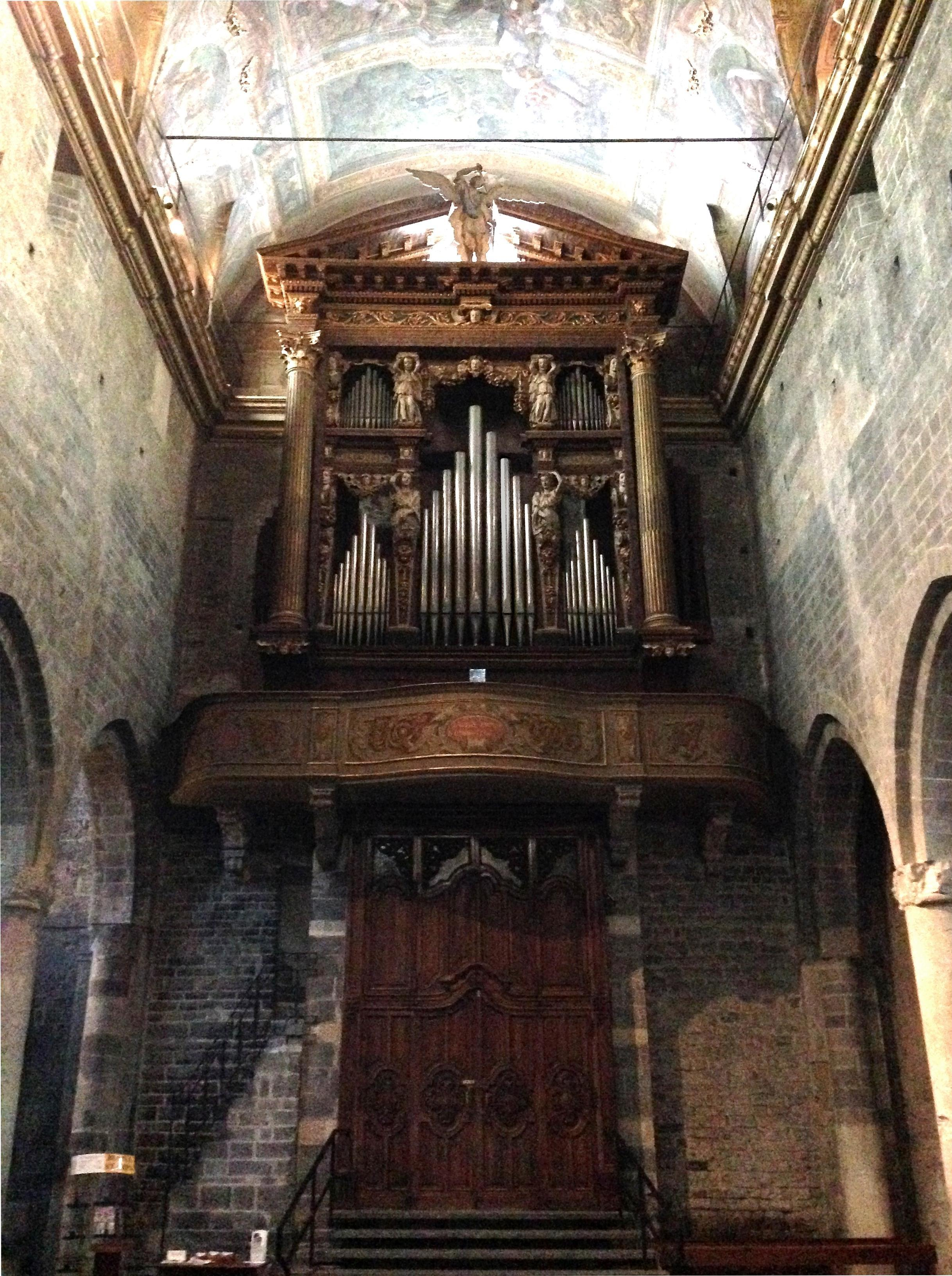
Veduta d'insieme della controfacciata e dell'organo.

Con organo della cattedrale di San Michele Arcangelo ci si riferisce a un organo a canne monumentale presente nell'omonima cattedrale ad Albenga.

## Storia

### Gli strumenti medioevali
Le prime notizie circa la presenza di un organo all'interno della cattedrale di Albenga risalgono al 1387 e si riferiscono a una richiesta di don Serafino Mignano, canonico della cattedrale e punto di riferimento per i rapporti fra l'ambiente ecclesiastico e l'amministrazione comunale, affinché le autorità civili intervenissero per la manutenzione del «lochum in quo stat et ubi sunt organe et relorium» (luogo dove sono l'organo e l'orologio). Non si conoscono, però, i dettagli sulla disposizione fonica e sull'ubicazione di questo primo strumento all'interno dell'edificio. Nel 1412 venne distrutta, di nascosto, la struttura lignea che custodiva l'organo e l'orologio. Il movente del gesto è sconosciuto, riconducibile forse a un maldestro tentativo non professionale di risistemazione dell'edificio, e il colpevole venne prima identificato in don Nicolò Bernissone, rettore di Lusignano, e poi genericamente in alcuni sacerdoti della cattedrale. L'atto venne discusso in consiglio comunale, sottolineando che organo e orologio erano stati realizzati dal Comune a spese dei cittadini di Albenga. Le autorità cittadine inviarono allora due incaricati presso il vicario del vescovo Gilberto Fieschi, che risiedette fuori sede per tutta la durata del suo episcopato e che reggeva la diocesi per mezzo di vicari, per verificare quali beni appartenenti alla Chiesa potessero essere requisiti allo scopo di risarcire il Comune del danno subìto. La questione restò in sospeso per anni e, a causa della scarsità del documenti del periodo, non è chiaro con esattezza quando la cattedrale poté avere un nuovo strumento, che risulta funzionante solo nel 1475.

### L'organo di Giovanni Torriano
Nel 1488 Giovanni Torriano da Venezia realizzò un nuovo organo, che venne sottoposto a manutenzione nel 1511 e nel 1514. La disposizione fonica è sconosciuta ma, con ogni probabilità, si trattava di uno strumento costruito nel solco della tradizione organaria italiana del XV secolo, ossia uno strumento di medie dimensioni dotato di cinque o sei registri. Nel 1528 il vescovo Giovanni Giacomo Gambarana istituì in cattedrale la cappella di Sant'Antonio, con l'obbligo, per il cappellano, di suonare l'organo. Da questo momento il ruolo di organista, che prima veniva saltuariamente svolto da religiosi appartenenti all'uno o all'altro convento della città, fu ricoperto stabilmente da un sacerdote secolare. Negli anni seguenti i registri contabili annotano altre spese per la normale manutenzione, come l'acquisto di una colonna che giaceva presso la vicina chiesa di Santa Maria in Fontibus da utilizzare nella cappella di Sant'Antonio, finché gli interni della cattedrale subirono un profondo rinnovamento fra il 1582 e il 1586 allo scopo di adeguare la cattedrale ai nuovi canoni stabiliti dal concilio di Trento. In questa occasione l'organaro Pietro de' Peri di Alassio spostò l'organo Torriano dalla cappella di Sant'Antonio, dove si trovava, alla cantoria posta in controfacciata, sopra l'ingresso principale dell'edificio. Tuttavia, in base a diverse fatture attestanti lavori di riparazione, pare che lo strumento all'inizio del XVII secolo fosse già in cattive condizioni, tanto che il Comune, nel 1610, affidò l'incarico di trovare un valente artigiano per la realizzazione di un nuovo strumento. Un contratto preliminare venne stipulato nel 1611 con l'organaro Giorgio Spinola, ma il Comune lo rescisse a causa della cattiva fama dello Spinola (« [...] questo huomo nelle sue opere non riusciva molto, e che al più delle volte non attendeva alle promesse...») e si rivolse nel 1613 a Giuseppe Vittani di Pavia, con il quale però le trattative si conclusero con un nulla di fatto.

### L'organo dei fratelli Botto
La scelta cadde poi sui fratelli organari torinesi Giovanni Giorgio e Pietro Botto, i quali nel 1614 firmarono, presso il notaio Damiano Vacca di Albenga, il contratto per la realizzazione del nuovo organo della cattedrale. La prevista disposizione fonica non è nota, ma con ogni probabilità seguiva l'impostazione tipicamente rinascimentale consistente in un principale, il ripieno costituito da diversi registri azionabili separatamente uno a uno e la totale assenza di registri "da concerto". In base ai documenti pervenuti è possibile stabilire che Giovanni Giorgio Botto avesse il compito di realizzare la parte fonica, mentre Pietro Botto di costruire e intagliare la cassa lignea. Per l'ubicazione di scelse la parte sinistra dell'abside, sopra la cattedra del vescovo, in posizione molto alta perché la cima della cassa arrivava a toccare i capitelli che sorreggevano il cornicione cinquecentesco, mentre la cantoria in controfacciata, sopra l'ingresso principale, era ancora occupata dal piccolo organo di Giovanni Torriano, ormai vetusto e quasi certamente non più funzionante.
Lo strumento restò incompiuto a causa della morte di Giovanni Giorgio Botto, avvenuta nell'estate 1616, mentre la cassa in legno era stata ultimata da suo fratello Pietro e il lavoro era stato regolarmente pagato. Nel dicembre 1616 è attestata la presenza ad Albenga di un non meglio identificato «maestro Todesco», forse Caspar Langenstein, con ogni probabilità chiamato a terminare i lavori sulla parte fonica, i quali però arrivarono a conclusione solo nel 1621, quando il Comune affidò il compito di ultimare lo strumento all'organaro Giovanni Paolo Martinengo di Pavia. Nel 1666 lo strumento venne restaurato da due anonimi organari provenienti da Finale Ligure, probabilmente Stefano e Michele Carbone, che proprio in quegli anni erano al lavoro per la realizzazione di un nuovo strumento per la basilica di San Biagio a Finalborgo.
Durante gli ultimi anni del XVII secolo, nell'ambito di un vasto programma di lavori in cattedrale che prevedevano, fra le varie cose, una completa risistemazione della zona absidale, il Comune affidò all'organaro genovese Giuseppe Fontanarosa il compito di restaurare lo strumento, che si trovava in cattive condizioni, e di spostare cassa e organo dall'abside alla cantoria in controfacciata. Non è chiaro se la cantoria fosse ancora occupata dal vecchio organo di Giovanni Torriano, e quindi sgombrata per l'occasione, o se fosse già libera, in quanto dello strumento di Torriano non si hanno più notizie dopo la metà del XVII secolo. La complessa operazione di Fontanarosa iniziò nel 1700 si concluse nel 1703. Altri lavori di portata minore vennero commissionati nel 1710 a Gerolamo Moretti di Albenga. Il rapporto fra le autorità civili e quelle ecclesiastiche sembrò poi cambiare dato che, nel 1738, un intervento di restauro commissionato all'organaro Giuseppe Corsi fu chiesto e ottenuto autonomamente dal capitolo della cattedrale, senza più l'intervento del Comune. Il verbale redatto da Corsi durante il sopralluogo preliminare parlò di uno strumento da 16 piedi con il MiReUt, tre canne in legno, manuale di cinquanta tasti, dodici registri, 580 canne, somiere a vento o a ventilabrini e quattro mantici.
Lo strumento venne poi restaurato nel 1788 da Francesco Ciurlo di Genova, il quale eseguì alcuni lavori di manutenzione e di accordatura. Fra il 1804 e il 1805 l'organaro Antonio Grinda di Nizza compì diversi lavori di manutenzione e aggiunse un registro di tromba e uno di contrabbassi. Tali lavori furono seguiti, all'inizio dell'Ottocento, da altri interventi. La vetustà dello strumento dei fratelli Botto, tuttavia, rendeva difficili e costosi i lavori di manutenzione al punto che, nel 1826, il capitolo della cattedrale iniziò a prendere in considerazione l'ipotesi di commissionare la realizzazione di un nuovo organo.

### L'organo dei fratelli Serassi

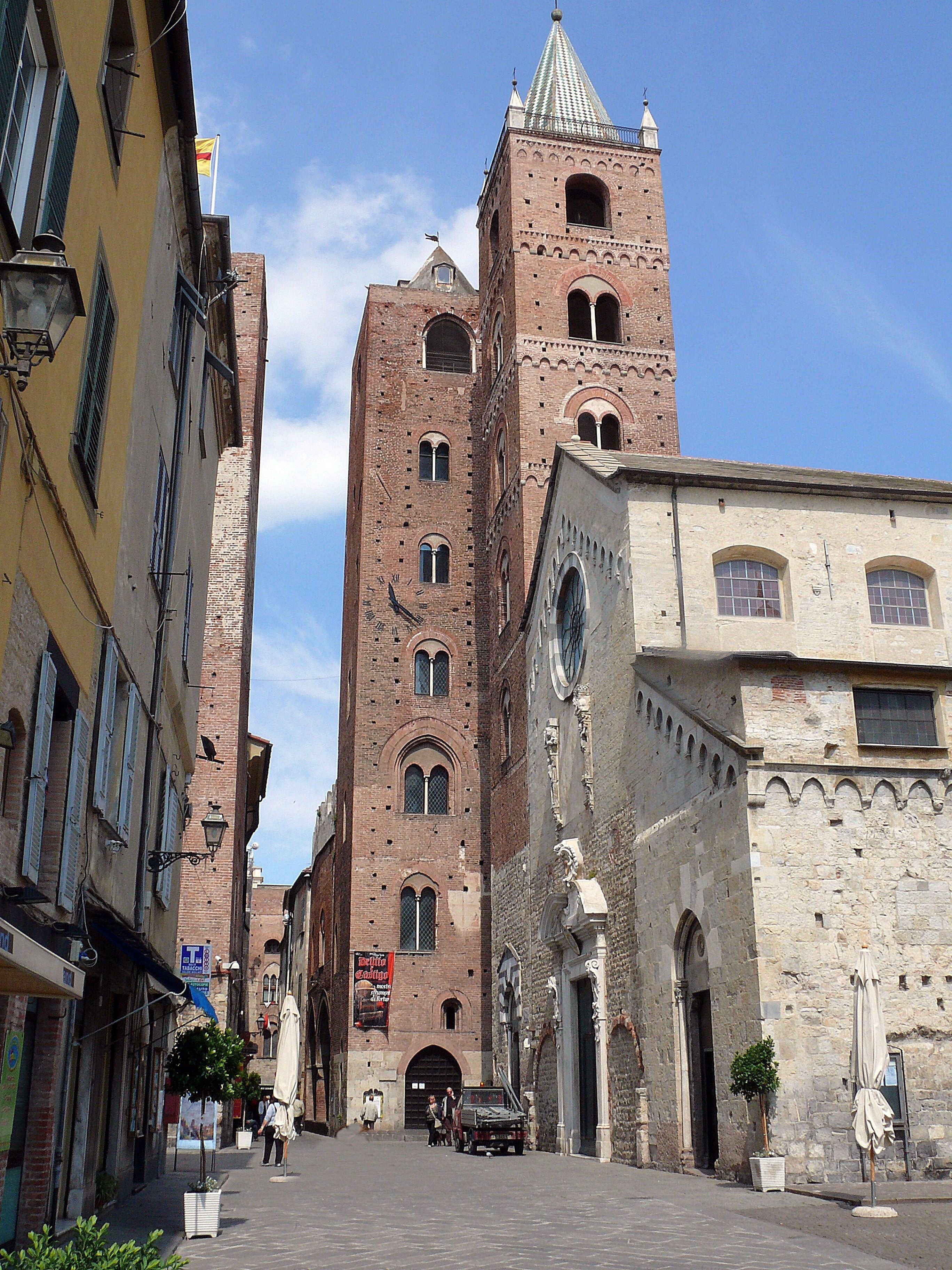
La cattedrale di San Michele Arcangelo ad Albenga.

La decisione definitiva di realizzare un nuovo strumento arrivò solo nel 1838. Dopo un primo preventivo dell'organaro Antonio Buzzoni, le autorità ecclesiastiche affidarono i lavori, il 15 dicembre 1838, alla ditta Serassi, la quale presentò il seguente progetto:
| Manuale                     |        |
| Principale bassi            | 16'    |
| Principale soprani          | 16'    |
| Principale I bassi          | 8'     |
| Principale I soprani        | 8'     |
| Principale II bassi         | 8'     |
| Principale II soprani       | 8'     |
| Ottava bassi                | 4'     |
| Ottava soprani              | 4'     |
| Duodecima                   | 2' 2/3 |
| Quintadecima                | 2'     |
| Decimanona                  | 1' 1/3 |
| Vigesimaseconda             | 1'     |
| Vigesimasesta               | 2/3    |
| Vigesimanona                | 1/2    |
| Trigesimaterza              | 1/3    |
| Trigesimasesta              | 1/4    |
| Quadragesima                | 1/6    |
| Quadragesimaterza           | 1/8    |
| Voce umana soprani          | 8'     |
| Flauto in ottava            | 4'     |
| Flauto in duodecima         | 2' 2/3 |
| Corno inglese soprani       | 16'    |
| Fagotto bassi               | 8'     |
| Trombe soprani              | 8'     |
| Clarone bassi               | 4'     |
| Viola bassi                 | 4'     |
| Fluta soprani               | 4'     |
| Flagioletto bassi           | 1/2    |
| Ottavino soprani            | 2'     |
| Cornetto in ottava          | 4'     |
| Cornetto in duodecima       | 2' 2/3 |
| Cornetto in quintadecima    | 2'     |
| Cornetto terza maggiore     | 8'     |
| Corni di tuba dolce soprani | 16'    |

| Pedale                             |     |
| Contrabbassi con rinforzi d'ottava | 16' |
| Tromboni                           | 12' |

| Accessori                                                                                |
| Timballi in 12 fra toni e semitoni                                                       |
| Campanelle in bronzo                                                                     |
| Rollante a canne di legno                                                                |
| Banda turca, composta da albanese a pelle, campanini di sistro cinese e piatto di Smirne |
| Terza mano soprani                                                                       |
| Tremolo nel pedale con alcuni contrabbassi                                               |

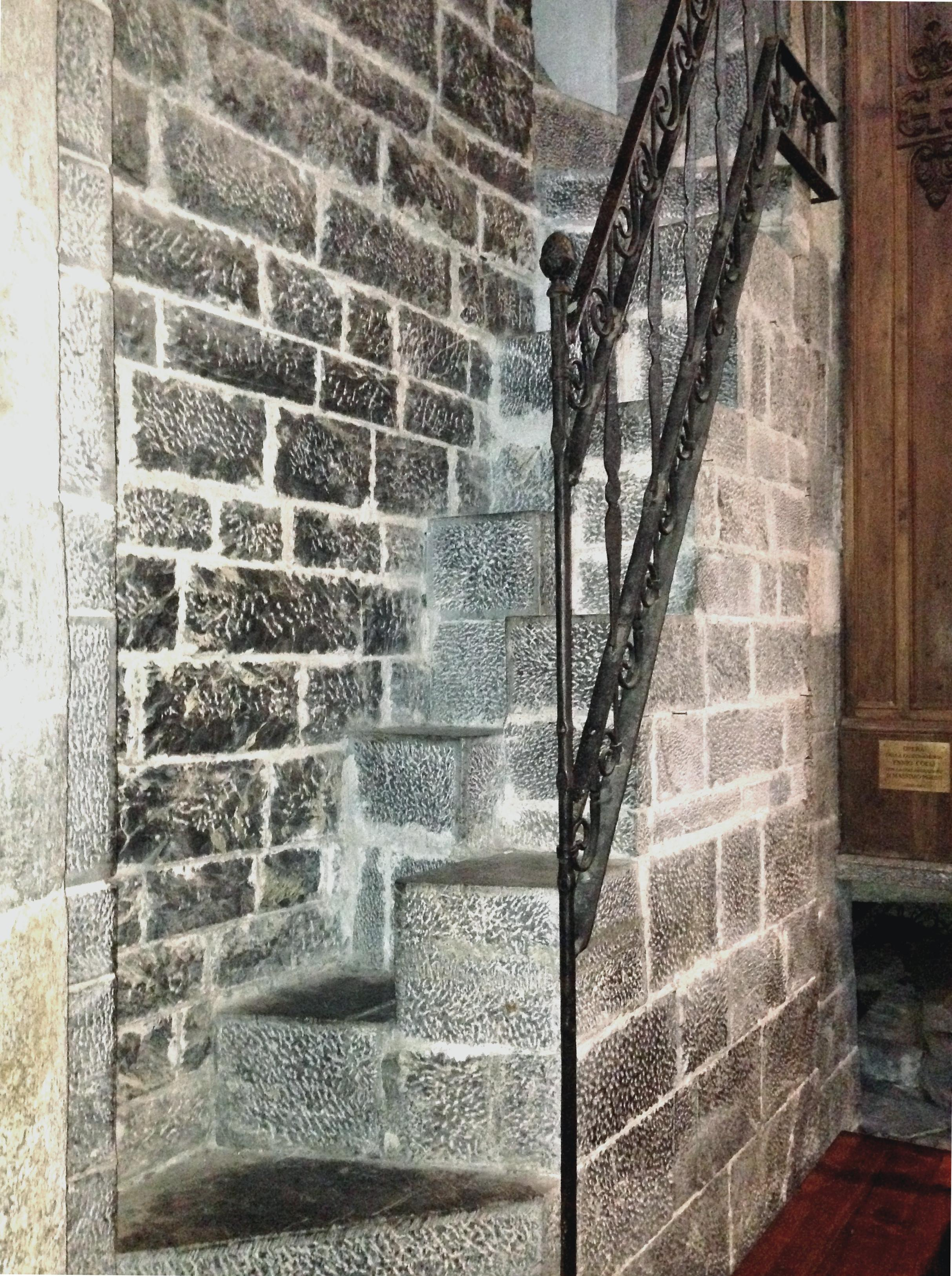
La scala di accesso, a gradini sfalsati, alla cantoria dell'organo.

Il nuovo strumento, opus 551, arrivò ad Albenga nel 1840 e fu installato in controfacciata dentro la cassa seicentesca dei fratelli Botto, il cui organo fu completamente smaltito. Il collaudo venne effettuato il 9 luglio 1841 e l'inaugurazione ufficiale il successivo 2 agosto, in occasione del solenne ingresso in diocesi del nuovo vescovo Raffaele Biale. Dopo quasi quarant'anni si resero necessari alcuni lavori di manutenzione, ma un preventivo del 1876 di Giovanni Mentasti di Varese non ebbe seguito. Nel 1881 il capitolo della cattedrale si rivolse nuovamente alla ditta Serassi, che propose un intervento di ripasso generale. Durante questo intervento fu compilata una scheda descrittiva sulla disposizione fonica dell'organo, la quale però differiva dal progetto originario di Serassi del 1838. Alcuni registri, forse per mancanza di fondi, non erano infatti stati realizzati. Le condizioni dello strumento nel 1881 erano le seguenti:
|                            |  |  |
| Campanelli dal 3° do       |  |  |
| Corni di tuba dolce sop.   |  |  |
| Cornetto I                 |  |  |
| Cornetto II                |  |  |
| Fagotto bassi              |  |  |
| Trombe di 8 sop.           |  |  |
| Clarone bassi              |  |  |
| Corno inglese sopr.        |  |  |
| Viola bassi                |  |  |
| Flutta sopr.               |  |  |
| Flauto in 8a bassi e sopr. |  |  |
| Fl. in 12a sopr.           |  |  |
| Ottavino bassi             |  |  |
| Ottavino sopr.             |  |  |
| Voce umana sopr.           |  |  |
| Bombarde in 12 p.          |  |  |

|                                           |  |  |
| Principale di 16 bas. (fa in facc. 12 p.) |  |  |
| Id. sopr.                                 |  |  |
| Principale di 8 bassi                     |  |  |
| Id. sopr.                                 |  |  |
| Principale II bassi                       |  |  |
| Id. sopr.                                 |  |  |
| Ottava bassi                              |  |  |
| Id. sopr.                                 |  |  |
| Ottava 2a bassi e sopr. dal 2° do         |  |  |
| Duodecima dal 2° do                       |  |  |
| Quintadecima                              |  |  |
| Decima nona                               |  |  |
| Vigesima seconda                          |  |  |
| Vigesima sesta e nona                     |  |  |
| Trigesima terza e sesta                   |  |  |
| Quadragesima e 43a                        |  |  |
| Contrabbassi con ottave                   |  |  |
| Timballi in tutti i toni                  |  |  |
| Terza mano                                |  |  |

### Gli interventi di Dessiglioli e di Mascioni
Il terremoto del 1887 danneggiò seriamente l'organo e la cattedrale, che restò chiusa fino al 1892. Nello stesso anno l'organaro Giovanni Battista Dessiglioli di Savona presentò un progetto di restauro, che però non ebbe seguito. I lavori si effettueranno solo dieci anni dopo, quando il capitolo affidò il ripristino proprio a Dessiglioli. Quest'ultimo, fra il 1902 e il 1903, eseguì un pesante rifacimento: aggiunse un secondo manuale per un nuovo corpo d'organo, racchiuso all'interno di una cassa espressiva munita di persiane apribili azionate da un comando sulla consolle, rifece somieri, manticeria e trasmissione, montò una pedaliera da 30 tasti, rese interi i registri spezzati e ne sostituì altri.
Al termine dell'intervento di Dessiglioli l'organo disponeva di 23 registri interi ripartiti su due manuali, 920 canne, pedaliera da 30 note, cinque pedalini di combinazione e un pedale per l'apertura o la chiusura delle persiane dell'organo espressivo. Lo strumento subì un intervento di riparazione nel 1917 a opera dell'organaro Gerolamo Mordeglia e, intorno al 1950, il vescovo Raffaele De Giuli sollecitò l'inizio di un intervento di manutenzione approfondito. I grandi lavori di restauro della cattedrale per il recupero delle strutture medioevali, avvenuti fra il 1965 e il 1967, misero in secondo piano l'urgenza dell'organo, che soffriva di numerosi problemi e che da anni aveva smesso di suonare. Il capitolo affidò poi i lavori alla ditta Mascioni, supervisionata dal maestro Giorgio Questa, nel 1976.
Mascioni, in sostanza, ripristinò l'impostazione originaria di Serassi: ricostruì 530 canne, realizzò una nuova catenacciatura, montò un nuovo mantice e un nuovo elettroventilatore, eliminò il secondo manuale di Dessiglioli e ricostruì quello originario, ripristinò la pedaliera corta, i pedaletti per la combinazione libera, l'unione del manuale al pedale e il rollante, ricostruì il ripieno e reinstallò le manette a scorrimento laterale per l'inserimento dei registri. Le misure per la ricostruzione delle parti mancanti, delle canne rovinate, dei somieri e della consolle vennero rilevate da organi Serassi dello stesso periodo. I lavori di restauro si conclusero nella primavera del 1977 e il concerto inaugurale, tenuto da Giorgio Questa, si tenne il 18 giugno dello stesso anno. Nel 1997 la stessa Mascioni eseguì un nuovo intervento di accordatura e di pulitura generale. Lo strumento è inserito all'interno di diversi festival organistici internazionali e, nel 1987, fu oggetto di un'incisione discografica.

## Caratteristiche tecniche dello strumento attuale

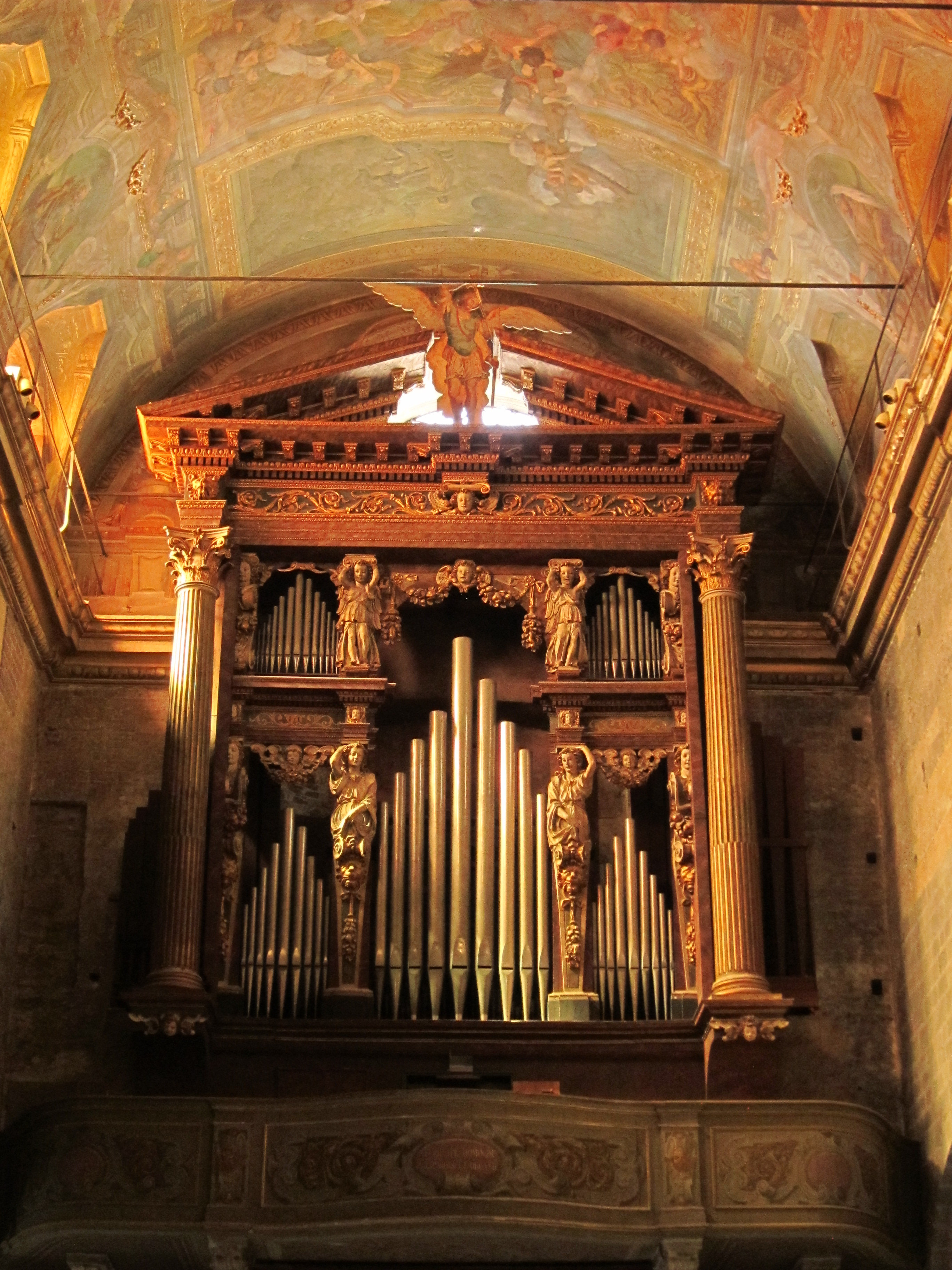
La cassa seicentesca dei fratelli Botto.

L'organo si trova in controfacciata, sopra una cantoria lignea mistiforme decorata da motivi ornamentali dipinti che, nella parte centrale, presentano l'iscrizione LAUDATE DOMINUM IN CHORDIS ET ORGANO. Il prospetto, racchiuso in una cassa seicentesca intagliata e dipinta, decorata con elementi di transizione fra il gusto tardo-rinascimentale e quello barocco, è composto da canne di principale disposte simmetricamente a cuspide, all'interno di tre campi divisi da lesene a forma di erma, secondo lo schema 9-9-9. In origine le canne della facciata erano munite di festoni ornamentali in legno scolpito, rimossi probabilmente da Serassi. La metà superiore del primo e del terzo campo è costituita da organetti morti ed è suddivisa da due angeli telamoni.
Due grandi colonne corinzie scanalate e rudentate, ai lati, sostengono il frontone modanato spezzato, ornato da girali e da teste leonine, al centro del quale è presente una tavola sagomata e dipinta raffigurante l'arcangelo Michele, cui la cattedrale è dedicata, nell'atto di rinfoderare la spada, risalente molto probabilmente all'intervento del 1840. La consolle è a finestra e dispone di un manuale da 58 note (Do1 - La5) con tasti diatonici in ebano e cromatici placcati in avorio, prima ottava cromatica e pedaliera a leggio, in noce, da 17 note (Do1 - Mi2).
I registri, quasi tutti spezzati fra bassi e soprani, sono azionabili da manette a incastro a scorrimento laterale, poste su due colonne alla destra del manuale. La divisione fra bassi e soprani si trova fra i tasti Si2 e Do3. Il ripieno è a file separate. Il tiratutti, come consuetudine negli strumenti della famiglia Serassi, è costituito da un pedalone alla destra della pedaliera. La trasmissione è interamente meccanica e l'aria è fornita da un mantice a cuneo, esterno, e da uno a lanterna, incorporato nella cassa. Le canne sono 1.450 e la pressione del vento è di 45 mm in colonna d'acqua.
La disposizione fonica è la seguente:
| Colonna di sinistra         |            |
| Corni di tuba dolce soprani | 16'        |
| Cornetto I soprani          | VIII e XII |
| Cornetto II soprani         | XV e XVII  |
| Fagotto bassi               | 8'         |
| Tromba soprani              | 8'         |
| Clarone bassi               | 4'         |
| Corno inglese soprani       | 16'        |
| Viola bassi                 | 4'         |
| Fluta soprani               | 8'         |
| Flutina alemanna bassi      | 2'         |
| Flauto a camino soprani     | 8'         |
| Flauto in VIII              | 4'         |
| Flauto in XII               | 2' 2/3     |
| Flagioletto bassi           | 1/2        |
| Ottavino soprani            | 2'         |
| Voce umana soprani          | 8'         |
| Terza mano                  |            |

| Colonna di destra                |           |
| Principale bassi                 | 16'       |
| Principale soprani               | 16'       |
| Principale bassi                 | 8'        |
| Principale soprani               | 8'        |
| Principale II bassi              | 8'        |
| Principale II soprani            | 8'        |
| Ottava bassi                     | 4'        |
| Ottava soprani                   | 4'        |
| Ottava II                        | 4'        |
| Duodecima                        | 2' 2/3    |
| Quintadecima                     | 2'        |
| Decimanona                       | 1' 1/3    |
| Vigesimaseconda                  | 1'        |
| Vigesimasesta e nona             | 2/3 e 1/2 |
| Trigesimaterza e sesta           | 1/3 e 1/4 |
| Quadragesima e quadragesimaterza | 1/6 e 1/8 |
| Contrabbassi con rinforzi        | 16'       |
| Tromboni                         | 12'       |

| Pedaletti                              |
| Distacco tasto-pedale                  |
| Combinazione preparabile alla lombarda |
| Tiratutti                              |
| Rollante                               |